# Трафаретная печать
Трафаре́тная печа́ть (шелкогра́фия) — метод воспроизведения как текстов и надписей, так и различных изображений (монохромных или цветных) при помощи трафаретной печатной формы («матрицы»), представляющей собой мелкоячеистую сетку, сквозь незакрытые отверстия которой краска переносится на запечатываемую поверхность.

## История

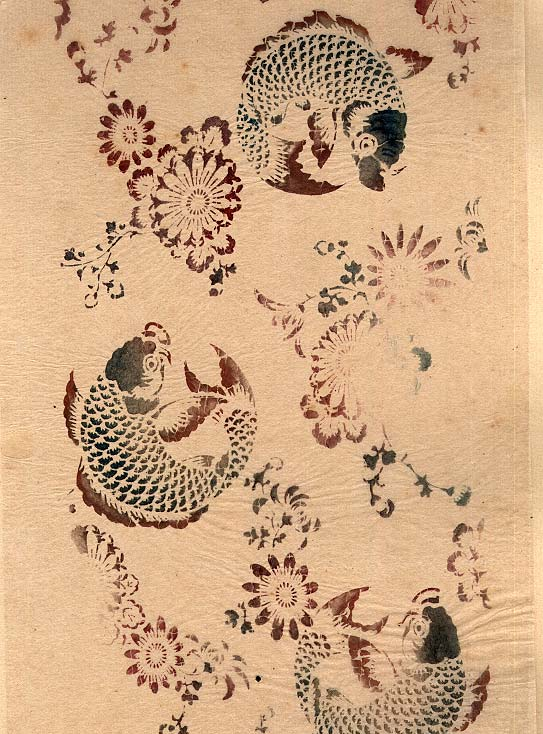
Предшественник шелкографии — японский шаблон исэ-катагами. 1890

Своё название «шелкография» этот способ получил из-за патента процесса трафаретной печати, выданного в 1907 году под названием англ. Silk screen printing — «печать шёлковым ситом». Считается, что этот способ печати возник в глубокой древности, но современный вид трафаретная печать приобрела в середине XIX века.

## Технология

Техника нанесения изображения методом шелкографии.
A — участок трафарета с нанесённым слоем краски;
B — ракель;
C — незащищённый фоторезистом участок трафарета;
D — участок трафарета без краски;
E — рама крепления трафарета;
F — нанесённый рисунок.

Принцип трафаретной печати

Шелкографией называют разновидность трафаретной печати, в которой в качестве формного материала используются специальные моноволоконные полиэфирные, полиамидные (нейлоновые) или металлические сетки частотой 4—400 нитей/см и толщиной примерно 40—500 мкм. Обычно пробельные элементы формируют непосредственно на сетке фотолитографическим способом. Для изготовления трафарета на сетку наносится слой фоторезиста, при этом может быть использован как сухой плёночный фоторезист (капиллярная плёнка), так и жидкий фоторезист, который высушивают на сетке после нанесения, а также комбинирование этих двух способов. После нанесения фоторезиста все ячейки сетки оказываются закрытыми плёнкой фоторезиста. Затем трафарет облучается УФ-излучением с длиной волны 360—420 нм, обычно от ртутной кварцевой лампы через маску. В подавляющем большинстве случаев экспонирование проводится контактным способом.
Через прозрачные участки маски фоторезист на трафарете засвечивается УФ-излучением и при этом полимеризуется, становясь нерастворимым в воде, за исключением участков, не подвергшихся облучению (закрытые зачернёнными участками фотошаблона). Незакрытые от света участки неэкспонированного фоторезиста после экспозиции смываются водой. Участки со смытым фоторезистом являются печатными элементами, так как ячейки сетки на этих участках не закрыты плёнкой несмытого фоторезиста.
Непосредственно само нанесение краски производят специальным инструментом, называемым ракель, при этом ракель проводят по верхней (ракельной) стороне сетки (трафарета), протягивая валик густой краски вдоль всего трафарета. Таким образом, краска дозированно проходит через ячеи сетки в тех местах, где смыт фоторезист.
Как правило, трафаретные сетки после отпечатывания тиража поступают на регенерацию — смывку полимеризованного фотополимерного слоя - и применяются повторно.
Печать подходящими красками может проводиться практически по всем материалам — по бумаге, пластмассам, шёлку, стеклу, керамике, металлам, тканям, коже, резине и т. д. Краски могут различаться по типу связующего (водные, сольвентные (на основе органических растворителей), пластизоли, краски для стекла и деколей на основе стеклянного наполнителя (фритты), содержащие металлический пигмент и связующее), способу отверждения (ультрафиолетового отверждения (водные и традиционные УФ-краски), температурной фиксации (пластизоли, водные), воздушной сушки (сольвентные, водные), термополимеризуемые краски.
Благодаря особенностям технологии шелкография позволяет печатать как на плоских, так и на других поверхностях. Сейчас трафаретная печать применяется не только в полиграфии, но и в текстильной, электронной, автомобильной, стекольной, керамической и других отраслях промышленности.
Одной из особенностей шелкографии является возможность получать толстый слой краски толщиной от 8—10 мкм до 1000 мкм и более (для офсетной печати толщина красочного слоя составляет 1—2 мкм) с высокой укрывистостью и насыщенностью цвета. Также можно использовать спецэффекты — глиттеры (блёстки), объёмную печать, имитацию при печати бархата или резины. Возможна как прямая печать непосредственно на запечатываемую поверхность, так и переводная (трансферная) на промежуточный носитель (например на трансферную бумагу) с последующим переносом изображения на изделие.

## Шелкография в искусстве

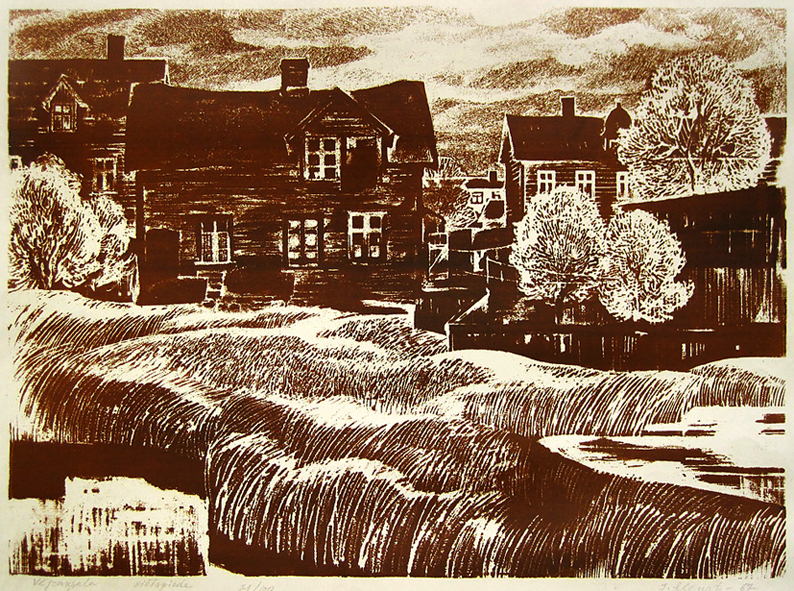
И. Ш. Эльгурт (1924—2007), Вежраксала. 1967, 37,5 х 52 см, б., шелкография

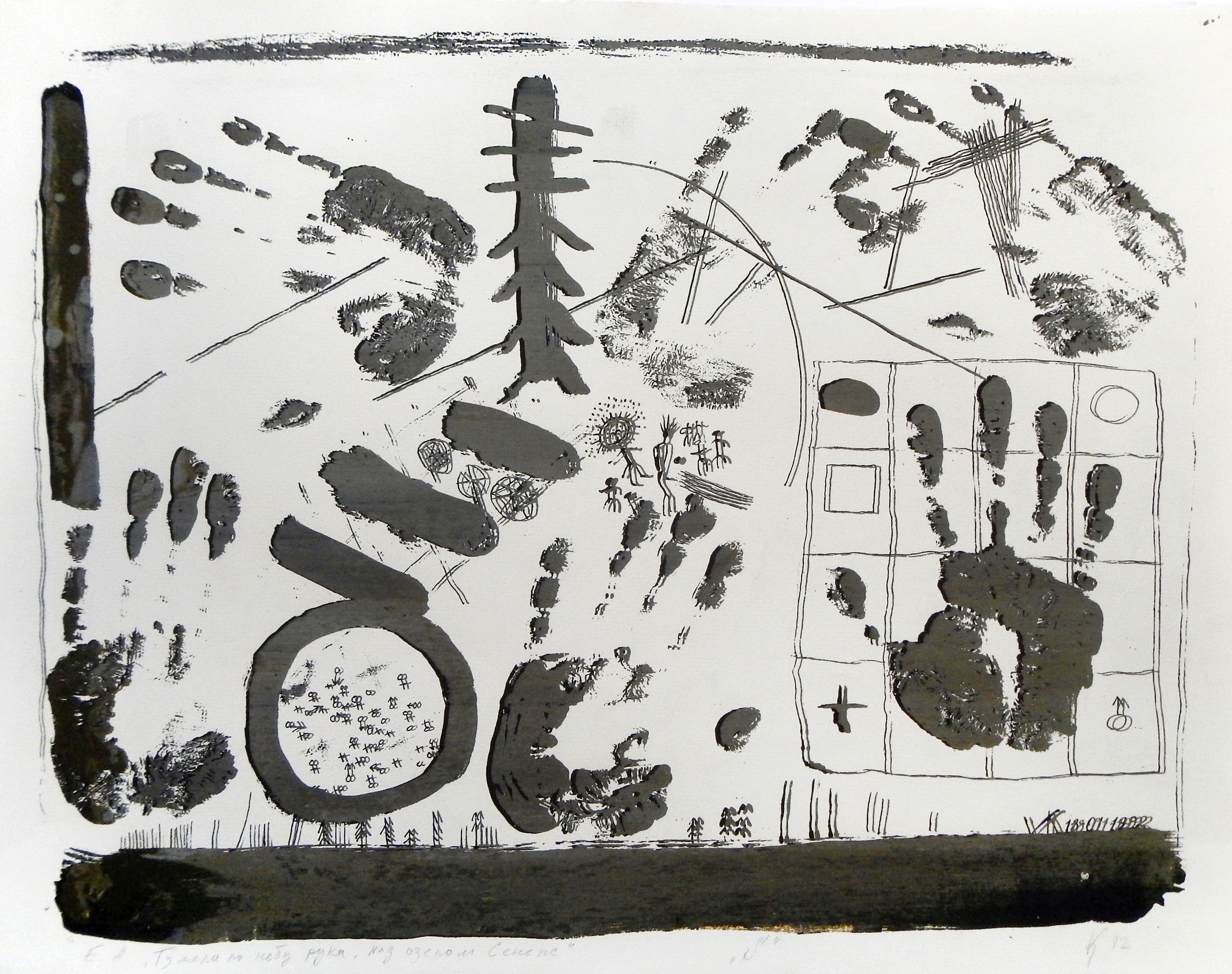
В. С. Качальский, Над озером Сенеж. 1992, 45,5 х 59,5 см, б., шелкография

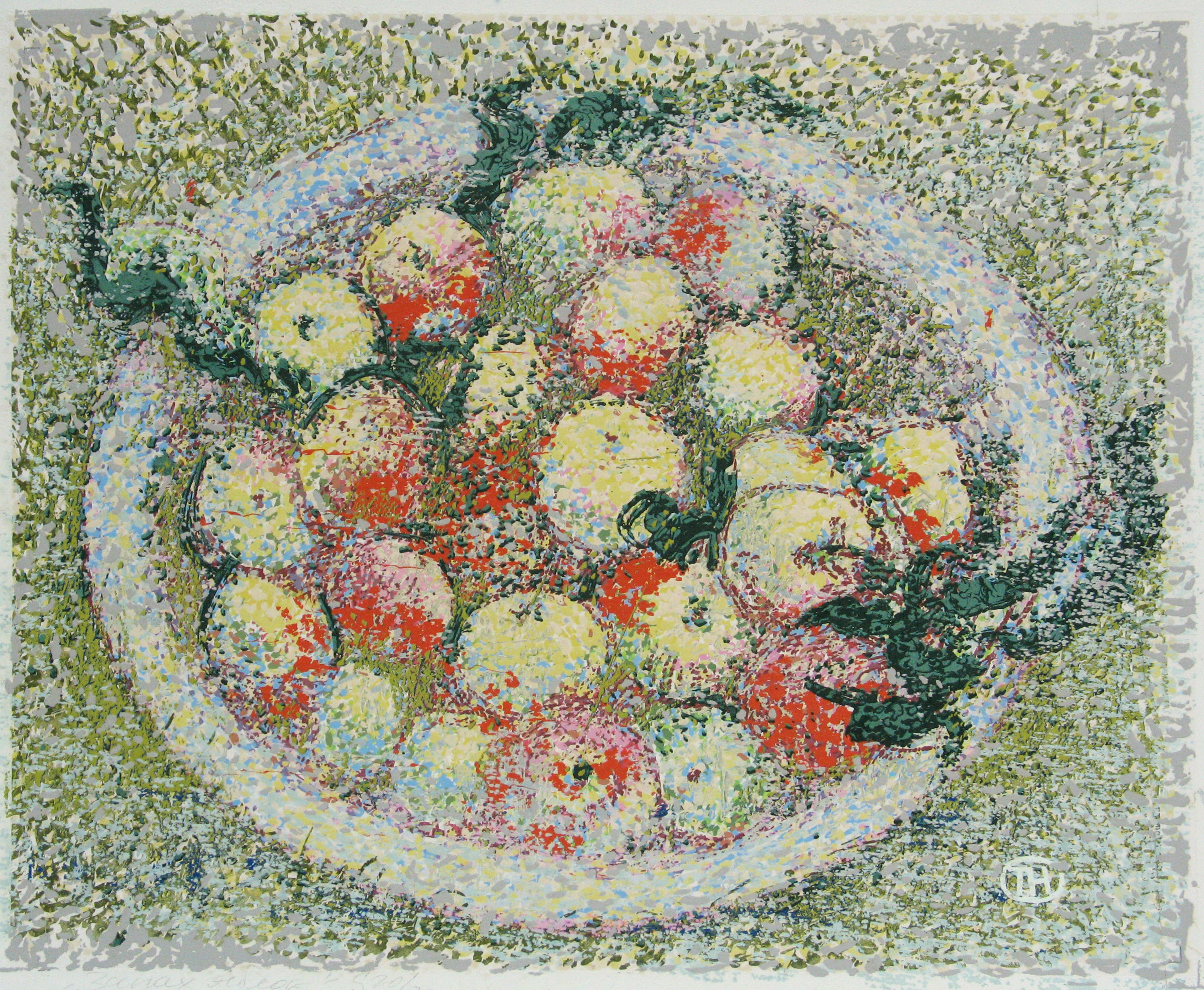
Томарев Николай. Запах яблок. 1996, 36 х 44,5 см, б., цв. шелкография. Тираж 30 экз

Если на ранней стадии своего развития, приблизительно до начала 1950-х годов, шелкография применялась преимущественно в промышленных и коммерческих целях, то сегодня она занимает одно из ведущих мест в ряду других методов создания произведений прикладного и чистого искусства.
В прошедшем столетии шёлкотрафаретная печать получила значительное распространение и использование не только как способ изготовления копий в прикладном искусстве, промышленном дизайне, при создании факсимильных репродукций или в сфере большой полиграфии, но и как один из самодостаточных видов авторской печатной графики — эстампе, обладающей ярко выраженным стилем и возможностями выражения авторского пластического языка. Сегодня шелкография используется многими художниками разных течений, в различных видах (графике, живописи, скульптуре) и жанрах изобразительного искусства.
В XX веке к шелкографии обращались такие разные по стилю мастера, как Вилли Баумейстер и Такесада Матсутани, Косукэ Кимура и Тимур Новиков, Гарри Готлиб и Ричард Гамильтон, Марсель Дюшан и Энди Уорхол, Роберт Раушенберг и Фернан Леже, Джексон Поллок и Джаспер Джонс, Бен Шан и Рой Лихтенштейн, Вилл Барнет и Адольф Готлиб, Джим Дайн и Роберт Индиана, Клас Ольденбург и Том Вессельман, Роберт Мадеруэл и Джимми Эрнст, Стюарт Дэвис, Виктор Вазарели и Трейси Моффат, а также многие другие.
Обычно применение шелкографии в искусстве называется сериграфией. На русском языке история и специфика этого вида шелкографии подробно описана в книгах Алексея Парыгина «Шелкография как искусство» (2009) и «Искусство шелкографии. XX век» (2010).

## Область применения шелкографии
Трафаретная печать является одним из наиболее технологичных способов печати. Она охватывает самые различные области применения: от ручных работ до высокотехнологичных промышленных решений, от самых малых форматов при изготовлении микросхем до самых крупных плакатов вплоть до 3×6 м и от единичных экземпляров до больших, измеряющихся десятками тысяч, тиражей. Способом трафаретной печати запечатываются бумага, текстиль, керамика и синтетические материалы в виде полотна, отдельных листов, а также такие изделия различного предназначения и формы, как стеклянные и керамические банки, бокалы, бутылки, приборные панели, латексные воздушные шары.
Шелкография также используется для печати деколей (переводных картинок на стекло или керамику трансферным способом) с последующим обжигом или без него, для нанесения стираемого («скретч») слоя для лотерейных билетов и разовых карточек оплаты.
Трафаретная печать применяется при печати электронных печатных плат, нанесения токопроводящих дорожек на стёкла автомобилей и многого другого.
Краски характеризуются большим разнообразием. Применяются специальные краски для самых разнообразных областей. В трафаретном способе для печати иллюстраций широко примененяется четырёхкрасочная (полноцветная) печать.
Применяемые для трафаретной печати аппараты, машины и устройства включают как обычные приспособления и установки, используемые в кустарном производстве, так и большие машины для массового производства.
Для шелкографии практически нет ограничений по габаритам изделия, и она используется там, где размеры изображения измеряются метрами. Способ трафаретной печати также применяется для печати на больших поверхностях, например, на фюзеляжах самолётов и других транспортных средствах.
Предельное разрешение при шелкографии менее 0,1 мм, например, рисунок печатной платы для микроэлектронных устройств требует высокого разрешения.
Трафаретная печать имеет и другие специфические области применения. Например, нанесение клея или паяльной пасты через специальный трафарет на контактные площадки печатных плат для последующего крепления и пайки радиокомпонентов, печать электропроводящими и люминофорными пастами для получения светящихся панелей в технических применениях и рекламе, нанесение изображений на пищевые изделия, например, на плитки шоколада и многие другие области применения.